# Пинчбэк, Пинкни
Пинкни Бентон Стюарт Пинчбэк (англ. Pinckney Benton Stewart Pinchback; 10 мая 1837, Мейкон, Джорджия — 21 декабря 1921, Вашингтон, округ Колумбия) — американский политик, государственный деятель, первый афроамериканец, занимавший пост губернатора штата Луизиана (США) с 9 декабря 1872 по 13 января 1873 года.

## Биография
Родился в семье белого владельца плантации и бывшей рабыни. Окончил среднюю школу. После смерти отца в 1848 году покинул Цинциннати, опасаясь, что родственники вернут его в рабство. Работал портье в отеле, парикмахером. В 1860 году женился.
Участвовал в Гражданской войне США. Во время войны присоединился к гвардейцам коренных жителей Луизианы, которые стали первым афроамериканским подразделением, служившим в армии Союза. Дослужился до звания армейского капитана.
Член республиканской партии США. В 1868 году был избран в Сенат штата Луизиана, был временным президентом Сената. В 1871–1872 годах был вице-губернатором Луизианы.
После смерти Оскара Данна, первого избранного вице-губернатора штата афроамериканского происхождения, сменил его на посту исполняющего обязанности президента Сената. После того, как губернатор Генри К. Уормот был отстранен от должности по обвинению в коррупции и «краже» поста губернатора, Пинчбек сменил его на этом посту.
После ухода с поста губернатора оставался активным политиком. Был избран в Сенат и в Палату представителей, но результаты выборов были оспорены, и вместо него места в парламенте получили его оппоненты -демократы. Позже сыграл ключевую роль в создании Southern University (Южного университета) в 1879 году, первого университета, который посещали в основном афроамериканцы. В 1885 году начал изучать право в Straight University. Переехал в Нью-Йорк, где стал маршалом.